# 706348 Montcabrer
706348 Montcabrer este o planetă minoră (asteroid) din centura de asteroizi. A fost descoperită pe 9 decembrie 2009 la  de . 
Obiectul prezintă o orbită caracterizată de o semiaxă mare de 2,361831722348 UAi, o excentricitate de 0,1439192033579, o înclinație de 6,6348327761142 ° în raport cu ecliptica.